# Ca Rull
Ca Rull és un edifici del municipi de Valls (Alt Camp) protegit com a Bé Cultural d'Interès Local.
L'immoble és una nau aïllada amb quatre façanes i un magatzem annex unit per la façana principal. La finca queda delimitada per una tanca de construcció contemporània a la nau. L'origen d'aquesta fàbrica correspon al moment de la urbanització dels voltants de la carretera de Tarragona, que s'inicià a començaments de la dècada dels 80 del segle xix, seguint com a eix l'esmentada via pública. L'antiga fàbrica de tractament de pells, que avui coneixem amb el nom de Ca Rull, fou bastida per Josep Ferrer Vidal. Per deixar constància de la seva propietat, en Josep Ferrer feu posar el seu nom en relleu sota les mènsules del balcó central de la façana principal. Posteriorment adquirí la fàbrica Joan Rull i Cota. Per això se la coneix per aquest nom.
La fàbrica es compon de planta baixa i dues plantes pis, està formada per grans naus diàfanes amb estructura vertical de pilars d'obra de fàbrica manual i forjats de bigues metàl·liques a la planta baixa i fusta a les plantes superiors. La façana de la carretera de Tarragona està formada per cinc eixos compositius i està ornamentada amb emmarcats d'obra de fàbrica, baranes de balustres i ferro forjat, aplacat de pedra a la planta baixa. Les obertures de la planta baixa són d'arc de mig punt emmarcats amb pedra treballada. La resta de façanes, tot i no estar ornamentades, segueixen la composició i la relació buit-ple de la principal. La coberta és inclinada a quatre aigües de teula àrab tradicional. El magatzem annex és una nau diàfana de planta baixa d'estructura de pilars d'obra de fàbrica manual i forjat de cabirons i llates de fusta. La coberta és un terrat a la catalana.